# Universidad de Hubei
La Universidad de Hubei (Chino simplificado:  湖北大学; Chino tradicional: 湖北大學; pinyin: Húběi Dàxué), coloquialmente conocida en chino como Huda (Chino: 湖大; pinyin: Húdà) fue fundada en 1931 y es una universidad integral clave en la provincia de Hubei, República Popular China. La universidad se creó en 1931, a partir de lo que entonces era el Colegio Provincial de Educación de Hubei. Se estableció con la aprobación del gobierno nacional, su primer director fue Huang Jianzhong. El Colegio cambió de sede y de nombre varias veces durante su medio siglo de existencia. Desde 1984, se conoce como la Universidad de Hubei.

## Historia
- 1984 - Universidad de Hubei (湖北大学).[2]
- 1958 - 1984 Colegio de Profesores de Wuhan (武汉师范学院).
- 1957 - 1958 (武汉师范专科学校) Escuela de formación de docentes de Wuhan (武汉师范专科学校).
- 1954 - 1957 (湖北师范专科学校) Escuela de formación de profesores Hubei (湖北师范专科学校).
- 1952 - 1954 Hubei Provincial College of Teachers Education (湖北省教师进修学院).
- 1949 - 1952 湖北省教育学院 Colegio de Educación Hubei (湖北省教育学院).
- 国立湖北师范学院 Colegio Nacional de Maestros de Hubei (国立湖北师范学院).
- 1931 - 1943 Colegio Provincial de Educación de Hubei (湖北省立教育学院).[4]

## Lema
日 思 日 睿 笃 志 笃行

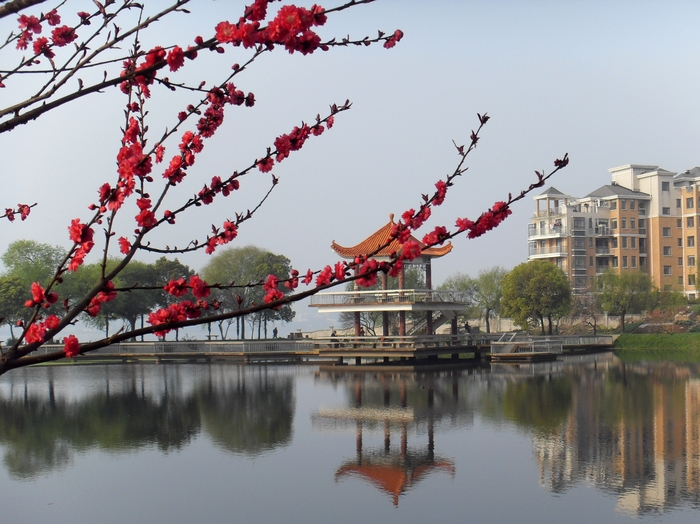
Shui Yue Pavilion,Sha Lake,Hubei University

El trabajo mental diario despierta sabiduría eternamente. 
La eterna voluntad de la mente comienza la acción realmente.

## Investigación

### Laboratorios clave
- Laboratorios clave del Ministerio de Educación para la síntesis y aplicación de moléculas orgánicas funcionales.
- Laboratorios clave del Ministerio de Educación para la preparación y aplicación ecológica de materiales funcionales.
- Laboratorio clave de materiales poliméricos de Hubei.
- Biotecnología Hubei de la medicina tradicional china.
- Laboratorio clave de materiales y dispositivos ferroeléctricos y piezoeléctricos de Hubei.
- Laboratorio clave provincial de Hubei de matemática aplicada.[2]

### Centros de investigación
- Centro de estudios de historia americana.
- Centro de Enseñanza e Investigación de Arte.
- Centro de Estudios de Lingüística Aplicada.
- Centro de Materiales Computacionales.
- Centro de estudios de Drosophila.
- Centro de Estudios de Tecnología de la Información Educativa.[3]
- Centro de estudios de lenguas extranjeras.
- Centro de Estudios de Cultura Contemporánea de Hubei.
- Centro de Estudios de Asuntos Japoneses.
- Centro de Maestría en Educación.
- Centro de tecnología nanométrica.
- Centro de Investigación y Desarrollo de Materiales de Paquete para Grupo Want-Want.[1]
- Centro de Ingeniería de Látex Polimérico
- Centro de Estudios de Tutoría Psicológica
- Centro de Investigación y Fabricación de Materiales de Descomposición Biológica.
- Centro de Estudios sobre Desarrollo de Marca y Relaciones con Clientes.[2]
- Centro de estudios sobre facciones de pinturas de Jingchu.
- Centro de Estudios de Traducción y Cultura.
- Centro de Estudios de Cultura de la Mujer.
- Centro Provincial de Hubei para Estudios de Economía de Apertura.
- Centro Provincial de Hubei para el Desarrollo y Gestión del Turismo.
- Centro Provincial de Hubei para Estudios de Moralidad y Civilización.

### Institutos de investigación
- Instituto de Bibliografía China Antigua.
- Instituto de Química Aplicada.
- Instituto de Bioquímica y Biología Molecular.
- Instituto de estudios del idioma chino.
- Instituto de literatura antigua china.
- Instituto de ecología.
- Instituto de ciencia educativa.
- Instituto de Genética.
- Instituto de Historia de la Ideología y Cultura Chinas.[2]
- Instituto de ciencia de materiales.
- Instituto de Matemáticas.
- Instituto de Ingeniería de Redes de Información Tributaria.[2]
- Instituto de Química Orgánica.
- Instituto de filosofía.
- Instituto de Tecnología de Cerámica Piezoelectrónica.
- Instituto de Redacción de Documentos Oficiales.
- Instituto de Tratamiento de Señales y Análisis de Sistemas.
- Instituto de Física Teórica.

## Facultad notable
- Andrew Jacobs, profesor de inglés.[6]
- Georgina Higueras, profesora asociada en 2017-2018.[7]
- Másteres en Hubei y otros postgrados.